# 国道177号
國道177號是日本京都府舞鶴市至舞鶴港的一般國道。

## 概要
- 起點：舞鶴港
- 終點：舞鶴市字魚屋（大手交叉點＝國道27號交點、國道175號終點、國道178號起點）
- 重要經過地：無
- 長度：0.7 km[1]
- 指定區間：無[2]

## 地理

### 通過的行政區
- 京都府
舞鶴市

### 交匯道路
- 京都府道565號余部下舞鶴港線：魚屋大森交叉點
- 國道27號・國道175號（共線國道178號）：大手交叉點（終點）